# 佐藤達哉 (キーボーディスト)
佐藤 達哉（さとう たつや、1964年3月27日 - ）は、宮城県、塩釜三中出身。血液型はO型。佐藤 達也、ダーリン佐藤名義でも活動している。Pine Island Music代表。キーボーディスト、作曲家、海外アーティストに対して1999年頃から録音エンジニアとしても活動。

## 来歴
1979年、中学3年生の時同じ中学校にいた平間至に誘われバンド活動を始める。20歳の時にアイドルバンド「アッシュ（ASH）」でデビュー。その後、アイドルのバックバンド・ロックバンドのサポートをしながら現在に至る。かつては佐藤達也名義での活動が多かったが、近年は佐藤達哉で活動している。
2004年にジャネット・ジャクソンのアルバム『Damita Jo/ダミタ・ジョー』収録の「I Want You /アイ・ウォント・ユー」でレコーディング・エンジニアを担当した（ソニー・スタジオ）。
2015年6月13日、『松島パークフェスティバル前夜祭スペシャルライヴ』でホスト役を務めた。

## バンドメンバー遍歴
- アッシュ（1984年 -?）[6][7]
- April Wine（? - 2000年）
- 赤いマニャガハ（2002年 - ） - 佐藤"マ"達哉（Key）、川添”ニャ”智久（B）、小柳”ガハ”昌法（Dr）
- CHEAP PURPLE（2009年 - ） - リッチー神＠坊（Gt, 三浦進乃助）、イアン"カト＠坊"ペイス（Dr, 加藤比呂樹）、ジョン"キー＠坊"ドーロ（Key, 佐藤達也）、直＠坊（Vo）、ROGER"ひ〜＠坊"グローバー（Ba, 平間至）

## サポートメンバー遍歴
- ZIGGY 通称：リーダー[8][9][10]
- LINDBERG（1989年 - ）通称：佐藤"darling"達也[11]
- aiko（1999年 - ）通称：たつたつさん[12][13][14][15][16][17][18]
- BYS/Backyard Special
- IARA（サックスユニット）（2004-2007）通称：キース佐藤
- CRAP JOE（2006）通称：ダーリン佐藤
- 坂本サトル[19]
- HOUND DOG / 大友康平[20][21]

## 楽曲提供
- 「海苔は海の贈りもの」塩釜市桂島の復興支援ソング
  - 作詞:地元の小学生と平間至、作曲:佐藤達也、振付:ATSUSHI
- 「おもかげ時間」
  - 作詞:早坂文明、作曲:佐藤達哉
  - 書籍『3・11大震災復興支援企画　ありがとうの詩』にCHEAP PERPLEの演奏で収録。
- 「シンデレラ 〜達也の暴走「ピアノでドン」〜」
  - 坂本サトルのアルバム『LIVE Caravan2』（2005年）に収録。器楽曲。
- 「魔道霊士シュオン BGM」
  - 1999年にアスキーよりPlayStationゲームとして発売予定だったが発売中止。

## ディスコグラフィ
- Confession（2022年3月6日発売）[22]